# Санден, Джед
Джед Са́нден (англ. Jed Sunden; 10 сентября 1970 года) — крупный предприниматель, деятель массмедиа на Украине. Основатель и бывший владелец медиахолдинга «KP Media», объединявшего ряд популярных на Украине печатных изданий и интернет-сайтов. 
В 2000 году на Украине был объявлен персоной нон грата, однако после вмешательства Госдепартамента США смог въехать в страну.